# Nardoa mamillifera
Nardoa mamillifera is een zeester uit de familie Ophidiasteridae.
De wetenschappelijke naam van de soort werd in 1930 gepubliceerd door Arthur A. Livingstone. Het holotype dat hij beschreef was tevens het toenmalig enig bekende specimen van de soort. Het was een verminkt exemplaar met slechts drie armen. Het werd in 1907 verzameld in Straat Torres.